# Friedrich Wiedemeister
Friedrich Wilhelm Wiedemeister (* 24. Oktober 1833 in Peine; † 12. August 1895 in Ballenstedt) war ein deutscher Psychiater.

## Leben
Friedrich Wiedemeister studierte in Göttingen Medizin. 1853 wurde er hier Mitglied des Corps Brunsviga. Das Studium schloss er 1856 mit der Promotion zum Dr. med. ab. Bis 1858 war er bei Karl Ewald Hasse in Göttingen Assistent. Danach ging er zur Fortsetzung seiner Studien nach Berlin, Prag und Wien. Anschließend war er als Arzt an den Irrenanstalten in Hildesheim und Osnabrück tätig. 1879 gründete er in Ballenstedt eine Privatanstalt für Neurosen und Psychosen, die er bis zu seinem Tod leitete.

## Auszeichnungen
- Ernennung zum Sanitätsrat

## Schriften
- Verkalkung von Gehirnganglienzellen
- Ephidrosis unilateralis
- Das Gheeler System der Irrenbehandlung
- Doppeltes Bewusstsein
- Heilung von Epilepsie
- Aphasie
- Unterbringung geisteskranker Verbrecher
- Inanitionsdelirium
- Ueber Geisteskrankheiten bei Individuen und Völkern
- Cäsarenwahnsinn der Julisch-Claudischen Imperatoren-Familie